# Phaeostachys spinifera
Phaeostachys spinifera är en mossdjursart som först beskrevs av Johnston 1847. Enligt Catalogue of Life ingår Phaeostachys spinifera i släktet Phaeostachys och familjen Escharinidae, men enligt Dyntaxa är tillhörigheten istället släktet Phaeostachys och familjen Schizoporellidae. Arten är reproducerande i Sverige. Inga underarter finns listade i Catalogue of Life.